# The English Bread Book
The English Bread Book est un livre de cuisine anglais d'Eliza Acton, publié pour la première fois en 1857. Il consiste en une histoire de la fabrication du pain en Angleterre, des améliorations du procédé développées en Europe, d'un examen des ingrédients utilisés et de recettes pour différents types de pain.

## Livre
En 1845, Eliza Acton publie Modern Cookery for Private Families, un ouvrage destiné aux classes moyennes anglaises. Un chapitre du livre fournit des informations sur la fabrication du pain et des recettes pour différents types de pain. Acton entreprend une réécriture du livre en 1855, mais est déçue de ne pas pouvoir ajouter autant d'informations sur la fabrication du pain dans le travail qu'elle le voudrait. Elle décide donc, malgré sa santé déclinante, d'aborder le sujet dans un nouvel ouvrage, The English Bread-Book For Domestic Use. Publié en mai 1857, ce n'est pas un livre de recettes comme Modern Cookery, mais il est décrit par Hardy comme une étude scientifique sérieuse beaucoup plus aride que son travail précédent. Il inclut une histoire de la fabrication du pain en Angleterre, des améliorations apportées en Europe, un examen des ingrédients utilisés et des recettes de différents types de pain. Acton inclut également des informations sur l'adultération du pain par les minotiers et les boulangers de l'époque, qui comprend l'ajout d'alun et d'autres substances qu'elle qualifie de « délétères ». Le livre est axé sur le pain britannique et, en préface, Acton écrit : « Le pain est une première nécessité de la vie pour la grande masse du peuple anglais; étant en partie la nourriture de tous - la nourriture principale de beaucoup - et presque la seule nourriture de beaucoup d'autres ». Elle consacre un chapitre entier à l'approche du pain et de la fabrication du pain en France, en Allemagne et en Belgique, et le livre contient des recettes de pumpernickel allemand, de baguettes françaises, de pain de polenta italien, de petits pains turcs et de pains indiens.

## Accueil
The Literary Gazette publie une critique positive de The English Bread Book, qui a également été copiée intégralement dans The Manchester Guardian. La critique loue l'inclusion de « toute la philosophie et la pratique, ainsi que l'histoire du sujet de la panification, dans ses formes simples et fantaisistes »,. Dans une revue dans The Glasgow Herald, le livre est présenté comme « excellent, et nous sommes convaincus qu'il sera populaire ».
Dans son livre, English Bread and Yeast Cookery, Elizabeth David écrit que The English Bread Book a fortement influencé et informé son travail, et qu'elle doit beaucoup à Acton pour cela. L'écrivaine culinaire Elizabeth Ray observe que le livre a eu moins de succès que Modern Cookery et n'a été réimprimé qu'en 1990.